# Universidad Souphanouvong
La Universidad Souphanouvong (en lao: ມະຫາວິທະຍາໄລສຸພານຸວົງ) es una institución educativa de educación superior situada en la provincia de Luang Prabang, una de las divisiones administrativas del país asiático de Laos. El nombre de la universidad fue elegido en honor del Príncipe Souphanouvong (1913 - 1995).